# Megachernes pavlovskyi
Espèce
Synonymes
- Megachernes caucasicus Krumpál, 1986

Megachernes pavlovskyi est une espèce de pseudoscorpions de la famille des Chernetidae.

## Distribution
Cette espèce se rencontre au Tadjikistan, au Kirghizistan, au Turkménistan, en Afghanistan, au Pakistan, en Azerbaïdjan et en Russie.

## Publication originale
- Redikorzev, 1949 : Pseudoscorpionidea of Central Asia. Travaux de l’Institut de Zoologique de l'Académie Sciences de l'U.R.S.S., vol. 8, p. 638-668.